# Lola Blasco
María Dolores Blasco Mena, més coneguda com a Lola Blasco (Alacant, 1983) és una dramaturga, actriu i directora d'escena valenciana. El 2016 va rebre el Premi Nacional en Literatura Dramàtica per la seva obra Siglo mío, bestia mía.

## Biografia
Comença els seus estudis d'interpretació a l'escola Cristina Rota i posteriorment en l'estudi de Jorge Eines, al mateix temps que ingressa a la Reial Escola Superior d'Art Dramàtic l'any 2005 per cursar la carrera de dramatúrgia. L'any 2009, rep el premi internacional Buero Vallejo per la seva obra Pieza paisaje en un prólogo y un acto, una tragèdia contemporània que se centra en el bombardeig d'Hiroshima i en el pensament del filòsof Günter Anders.
El 2009 també funda la companyia teatral Abiosis amb la qual Blasco dirigeix els seus primers espectacles a més de participar com a actriu. Alhora, comença un màster d'Humanitats a la Universitat Carles III de Madrid, que finalitza el 2011, amb premi al millor expedient acadèmic i premi extraordinari pel seu treball sobre la Confesión en la dramaturgia española contemporánea. Des de llavors, compagina la seva carrera creativa amb la docència en Departament d'Humanitats d'aquesta universitat. Ha publicat una desena d'obres teatrals, així com articles de recerca i opinió. El seu teatre s'ha definit pel compromís polític i la preocupació per les grans preguntes, així com la incorporació de nous llenguatges a l'escena contemporània (elements audiovisuals i musicals, des de la música antiga o l'oratori, fins al Spoken word).
En els últims anys, els seus treballs podrien adscriure's al gènere de la rondalla política.

### Obra dramàtica
- 2008.- Foto Finis; estrena: 27 de febrer de 2009, sala García Lorca de la Reial Escola Superior d'Art Dramàtic de Madrid. Direcció de Lola Blasco. Editada per Fundamentos, Madrid, 2009.
- 2009.- Oración por un caballo; estrena: 8 de juny de 2009, sala Valle Inclán de la Reial Escola Superior d'Art Dramàtic de Madrid. Direcció de María Folguera, editada por Fundamentos, Madrid, 2010, i per El País (Bolívia), 2011.
- 2009.- Pieza paisaje en un prólogo y un acto; estrena: 11 de juny de 2010, Auditori Carlos III de Madrid. Direcció Lola Blasco. Publicada el 2010 pel Patronat de Cultura de Guadalajara. Col·lecció “Premio Buero Vallejo”. Direcció de Lola Blasco.
- 2011.- Los hijos de las nubes, estrena: 29 de febrerode 2012, Sala Cuarta Pared. Direcció de Julián Fuentes Reta. Publicada per Caos Editorial, Madrid el 2013.
- 2011.- Un concierto de despedida; publicada per Acotaciones, Madrid en 2012.
- 2011.- En defensa de un teatro político-revolucionario; estrena: 8 de novembre de 2011, Sala Cuarta Pared. Direcció de Julián Fuentes Reta.
- 2012.- Proyecto Milgram; estrena: 6 de juliol de 2012, Sala Valle Inclán del Centre Dramàtic Nacional. Direcció de Julián Fuentes Reta. Publicada pel Centre Dramàtic Nacional, Col·lecció “Autores en el centro”, a Madrid el 2012.
- 2013.- Las tres murallas. Creació a partir d'El cuarto de atrás i altre textos de Carmen Martín Gaite, estrenada a la Biblioteca Carmen Martín Gaite de la Universitat Carles III de Madrid. Direcció de Lola Blasco, Patricia Ruth i Julián Fuentes Reta.
- 2014.- Habitaciones propias. María Zambrano (monòleg sobre l'escriptora) Lectura dramatitzada. Estrena el 27 de gener de 2014 a La Casa Encendida, Madrid. Direcció de Laura Ortega.
- 2014.- Bal littéraire. Lectura dramatitzada. Deutsches Theater. Berlín Direcció Fabrice Melquiot.
- 2014.- Ni mar ni tierra firme. Tres monólogos sobre La Tempestad, Madrid, Cátedra (ed. Francisco Gutiérrez Carbajo). Lectura dramatitzada estrenada el 29 de setembre de 2014 a La Casa del Libro de Fuencarral, Madrid. Direcció de Lola Blasco.
- 2014.- Artículo 47, estrenada el maig de 2014 al Teatro del Barrio, Madrid. Direcció de Lorena Bayonas.
- 2015.- Canícula, estrenada el 6 de febrer de 2015 a la Sala Cuarta Pared.[2] Direcció de Vicente Colomar.
- 2014.- Siglo mío, bestia mía, estrena el 6 de juny en el teatre Arniches d'Alacant. Lectura dramatitzada. Direcció de Lola Blasco i Rubén Cano. Publicada per l'INAEM, col·lecció “Dramaturgias Actuales” el 2015.
- 2015.- Around the globe chain play. Lectura dramatitzada. Estrena el 27 de març de 2015 a The Lark Play Development Center, Nova York. Direcció: Ana Margineanu.
- 2015.- La confesión del Quijote, estrena el 7 de novembre. Lectura dramatitzada, a La Cervantina de Madrid. Direcció de Rubén Cano.
- 2015.- Teme a tu vecino como a ti mismo, A 7 pasos del Quijote estrena el 25 de novembre al Teatro Español, Madrid. Direcció de Jaroslaw Bielski.
- 2015.- Siglo mío, Bestia mía. Estrena l'1 de desembre de 2015. Lectura dramatitzada a l'Institut del Teatro Polaco. Varsòvia. Traducció: Anna Galas. Direcció: Katarzyna Raduszewsk. Traducció publicada per Diàlog el novembre de 2015.
- 2016.- Canción de cuna. Dins de la obra col·lectiva Parking Niemeyer. Estrenada el 8 de maig al Centro Niemeyer. Direcció de Rubén Cano.